# Gehrenspitze (Wetterstein)
La Gehrenspitze est une montagne d'une altitude de 2 367 m dans le massif du Wetterstein.

## Géographie

### Topographie
La Gehrenspitze se situe au sud de la crête principale du Wetterstein, au-dessus de Leutasch. Elle est séparée de la crête principale par le Scharnitzjoch, d'une altitude de 2 048 m. La face nord abrupte, haute de 500 m, descend dans le Puittal, tandis que sur le flanc sud, dans la zone sommitale, se trouvent des pentes herbeuses abruptes et un terrain escarpé ainsi que de vastes ceintures de pins de montagne en contrebas.

## Histoire
En février 1952, une avalanche ensevelit une ferme, tuant la famille de sept personnes qui y vivait.

## Ascension
Les points de départ de l'ascension sont des quartiers de Leutasch, Gasse au sud-est et Klamm au sud-ouest. Les bases sont la Wettersteinhütte (1 717 m) et le Wangalm (1 753 m) à l'ouest. L'Erinnerungshütte du Club alpin académique de Munich (2 083 m) au-dessus du Scharnitzjoch n'est pas ouverte au public.
La montée habituelle jusqu'au sommet longe l'arête ouest (ou principalement sur son flanc sud, sentier bien balisé). De Scharnitzjoch, on passe devant l'Erinnerungshütte et continue vers l'est jusqu'au sommet. Le Scharnitzjoch est accessible soit depuis Klamm par la Wettersteinhütte ou le Wangalm, soit par le Puittal. Une deuxième montée mène du sud-est (Gasse) à travers un sentier dans un champ de pierres qui traverse le flanc sud et la crête orientale jusqu'au sommet. Cet itinéraire, autrefois un sentier balisé avec des spots d'escalade de niveau de difficulté 1, est désormais considéré comme difficile à gravir.
Les voies d'escalade des niveaux de difficulté 3 à 4 traversent la face nord, bien que celles-ci soient très rarement gravies en raison de la grande fragilité et du risque de chutes de pierres.